# أحمد حازر
أحمد حازر (من مواليد 4 سبتمبر 1989 في بيروت) هو متسابق حواجز لبناني.
شارك في «سباق 60 متر حواجز داخلية» في بطولة العالم الدولية لألعاب القوى داخل الصالات 2010 وأحرز زمن قدره 8.36 ثانية،  وشارك في «سباق 110 متر حواجز» في أولمبياد صيف 2012،  ويعتبر حازر أعظم عداء لبناني في التاريخ حتى الآن،  ويحمل العديد من السجلات اللبنانية بما في ذلك 110 متر حواجز و300 متر. وفي عام 2013 تم إيقافه من اللعب بسبب تعاطي المنشطات،  وكان أول رياضي لبناني يركض دون الرابعة عشرة من العمر على 110 أمتار بحواجز.
شقيقه الأكبر علي حازر رياضي أيضًا.

## تعاطي المنشطات
أثبتت النتائج تعاطي حازر منشطات خارج المنافسة في 11 يونيو 2013، وبعد ذلك تم حظره لمدة عامين من هذه الرياضة.

## المسابقات الدولية
| العام      | المسابقة                                                                        | المكان        | المركز     | حدث                   | ملاحظة                                                                 |
| يمثل لبنان | يمثل لبنان                                                                      | يمثل لبنان    | يمثل لبنان | يمثل لبنان            | يمثل لبنان                                                             |
| ---------- | ------------------------------------------------------------------------------- | ------------- | ---------- | --------------------- | ---------------------------------------------------------------------- |
| 2008       | بطولة آسيا لألعاب القوى للناشئين 2008 ‏                                          | جاكرتا        | 13th (h)   | 110 م حواجز (99 سم)   | 14.70                                                                  |
| 2008       | بطولة آسيا لألعاب القوى للناشئين 2008 ‏                                          | جاكرتا        | 15th (h)   | 400 م حواجز (91.4 سم) | 57.29                                                                  |
| 2008       | بطولة العالم للناشئين لألعاب القوى 2008                                         | بيدغوشتش      | 54th (h)   | 110 م حواجز (99 سم)   | 14.75                                                                  |
| 2009       | Universiade                                                                     | بلغراد        | –          | 110 م حواجز           | DNF                                                                    |
| 2009       | بطولة العالم لألعاب القوى 2009                                                  | برلين         | 44th (h)   | 110 م حواجز           | بطولة العالم لألعاب القوى 2009 – رجال 110 متر حواجز ‏                   |
| 2009       | Jeux de la Francophonie ‏                                                        | بيروت         | 6th        | 110 م حواجز           | 14.38                                                                  |
| 2009       | Jeux de la Francophonie ‏                                                        | بيروت         | 7th        | 4 × 400 متر تتابع     | 3:15.73                                                                |
| 2009       | بطولة آسيا لألعاب القوى 2009                                                    | غوانزو        | 12th (h)   | 110 م حواجز           | بطولة آسيا لألعاب القوى 2009 – رجال 110 متر حواجز ‏                     |
| 2010       | بطولة العالم لألعاب القوى داخل الصالات 2010                                     | الدوحة        | 27th (h)   | 60 م حواجز            | بطولة العالم لألعاب القوى داخل الصالات 2010 – رجال 60 متر حواجز ‏ (iNR) |
| 2011       | بطولة آسيا لألعاب القوى 2011                                                    | كوبه          | 10th (h)   | 110 م حواجز           | بطولة آسيا لألعاب القوى 2011 – رجال 110 متر حواجز ‏                     |
| 2011       | Universiade                                                                     | شنجن (الصين)  | 48th (h)   | 100 m                 | 11.01                                                                  |
| 2011       | Universiade                                                                     | شنجن (الصين)  | 22nd (sf)  | 110 م حواجز           | 14.46                                                                  |
| 2011       | بطولة العالم لألعاب القوى 2011                                                  | دايغو         | 31st (h)   | 110 م حواجز           | بطولة العالم لألعاب القوى 2011 – رجال 110 متر حواجز ‏                   |
| 2011       | ألعاب القوى في دورة الألعاب العربية 2011                                        | الدوحة        | 7th        | 110 م حواجز           | نتائج ألعاب القوى في دورة الألعاب العربية 2011                         |
| 2012       | ألعاب القوى في الألعاب الأولمبية الصيفية 2012                                   | لندن          | 45th (h)   | 110 م حواجز           | 110 متر حواجز في الألعاب الأولمبية الصيفية - رجال                      |
| 2013       | ألعاب قوى في ألعاب البحر الأبيض المتوسط 2013 ‏                                   | مرسين         | 5th        | 110 م حواجز           | 14.13                                                                  |
| 2013       | بطولة آسيا لألعاب القوى 2013                                                    | بونه          | 10th (h)   | 110 م حواجز           | بطولة آسيا لألعاب القوى 2013 – رجال 110 متر حواجز ‏                     |
| 2013       | Universiade                                                                     | قازان         | 14th (h)   | 110 م حواجز           | 14.11                                                                  |
| 2016       | ألعاب القوى في الألعاب الأولمبية الصيفية 2016                                   | ريو دي جانيرو | 36th (h)   | 110 م حواجز           | ألعاب القوى في الألعاب الأولمبية الصيفية 2016 – رجال 110 متر حواجز ‏    |
| 2017       | بطولة آسيا لألعاب القوى 2017 ‏                                                   | بوبانسوار     | 20th (h)   | 110 م حواجز           | 14.65                                                                  |
| 2017       | Jeux de la Francophonie ‏                                                        | أبيدجان       | 6th        | 110 م حواجز           | 14.63                                                                  |
| 2017       | Jeux de la Francophonie ‏                                                        | أبيدجان       | 8th        | 4 × 100 متر تتابع     | 42.66                                                                  |
| 2017       | بطولة العالم لألعاب القوى 2017                                                  | لندن          | 38th (h)   | 110 م حواجز           | بطولة العالم لألعاب القوى 2017 – رجال 110 متر حواجز ‏                   |
| 2017       | Universiade                                                                     | تايبيه        | 21st (h)   | 110 م حواجز           | 14.97                                                                  |
| 2017       | ألعاب القوى الداخلية في دورة الألعاب الآسيوية للرياضات القتالية والآسيوية 2017 ‏ | عشق آباد      | 7th        | 60 م حواجز            | 8.23 ‏                                                                  |
| 2018       | بطولة آسيا لألعاب القوى داخل الصالات 2018                                       | طهران         | 12th (h)   | 60 م حواجز            | 8.38                                                                   |

## روابط خارجية
- أحمد حازر على موقع الاتحاد الدولي لألعاب القوى (الإنجليزية)
- أحمد حازر على موقع أوليمبيديا (الإنجليزية)
- أحمد حازر على موقع الاتحاد الدولي لألعاب القوى [[تصنيف:صفحات تستخدم خاصية 243058

P1146]]
- أحمد حازر  على موقع SportsReference  - سبورتس رفرنس